# Saison 2018 de l'équipe cycliste Hagens Berman-Axeon
La saison 2018 de l'équipe cycliste Hagens Berman-Axeon est la neuvième de cette équipe.

## Préparation de la saison 2018

### Sponsors et financement de l'équipe
Après s'être appelée  Axeon-Hagens Berman en 2016 et 2017, l'équipe devient  Hagens Berman-Axeon en 2018.  Axeon est depuis 2015 le nom de la structure juridique, dont Axel Merckx est le propriétaire. Le cabinet d'avocat Hagens Berman, basé à Seattle, en est le principal sponsor depuis 2016. Les autres sponsors sont Neon, engagé depuis 2015, Specialized et California Giant depuis 2016
,.
Hagens Berman-Axeon a demandé et obtenu une licence d'équipe continentale professionnelle pour cette saison. Cette montée en « deuxième division » répond au souhait de l'avocat et homme d'affaires Steve Berman (en), principal financeur de l'équipe, de voir celle-ci disputer le Tour de Californie, épreuve du World Tour depuis 2017. À cette fin, Steve Berman et son entreprise ont accru leur financement de 800 000 dollars.

### Arrivées et départs
Parmi les coureurs présents dans l'effectif en 2017, sept n'y figurent plus en 2018. Quatre d'entre eux ont été recrutés par des équipes World Tour : Christopher Lawless (Sky), Jhonatan Narváez (Quick-Step Floors), Logan Owen (EF Education First-Drapac),  Neilson Powless (Lotto NL-Jumbo). Edward Dunbar rejoint l'équipe continentale professionnelle Aqua Blue Sport. Chad Young est mort le 28 avril 2017 des suites d'une chute lors du Tour of the Gila.
Sept coureurs sont recrutés durant l'intersaison : Mikkel Bjerg, champion du monde du contre-la-montre espoirs en 2017, Cole Davis, champion des États-Unis sur route juniors en 2017, João Almeida, Zeke Mostov, Jasper Philipsen, Thomas Revard et Maikel Zijlaard.
| Arrivées         | Équipe 2017                   |
| ---------------- | ----------------------------- |
| João Almeida     | Unieuro Trevigiani-Hemus 1896 |
| Mikkel Bjerg     | Giant-Castelli                |
| Cole Davis       |                               |
| Zeke Mostov      | Aevolo                        |
| Jasper Philipsen | BMC Development               |
| Thomas Revard    |                               |
| Maikel Zijlaard  |                               |

| Départs             | Équipe 2018               |
| ------------------- | ------------------------- |
| Geoffrey Curran     |                           |
| Edward Dunbar       | Aqua Blue Sport           |
| Christopher Lawless | Sky                       |
| Jhonatan Narváez    | Quick-Step Floors         |
| Logan Owen          | EF Education First-Drapac |
| Neilson Powless     | Lotto NL-Jumbo            |
| Chad Young          | mort le 28 avril 2017     |

## Coureurs et encadrement technique

### Effectif
| Effectif 2018                              | Effectif 2018     | Effectif 2018 | Effectif 2018                        |
| Cycliste                                   | Date de naissance | Pays          | Équipe précédente                    |
| ------------------------------------------ | ----------------- | ------------- | ------------------------------------ |
| João Almeida                               | 5 août 1998       | Portugal      | Unieuro Trevigiani-Hemus 1896 (2017) |
| Edward Anderson                            | 18 avril 1998     | États-Unis    |                                      |
| William Barta                              | 4 janvier 1996    | États-Unis    |                                      |
| Mikkel Bjerg                               | 3 novembre 1998   | Danemark      | Giant-Castelli (2017)                |
| Christopher Blevins                        | 14 mars 1998      | États-Unis    |                                      |
| Jonny Brown                                | 20 avril 1997     | États-Unis    |                                      |
| Cole Davis                                 | 11 juin 1999      | États-Unis    |                                      |
| Ian Garrison                               | 14 avril 1998     | États-Unis    |                                      |
| Zeke Mostov                                | 30 juillet 1996   | États-Unis    | Aevolo (2017)                        |
| Rui Oliveira                               | 5 septembre 1996  | Portugal      | Liberty Seguros-Carglass (2016)      |
| Ivo Oliveira                               | 5 septembre 1996  | Portugal      |                                      |
| Jasper Philipsen                           | 2 mars 1998       | Belgique      | BMC Development (2017)               |
| Thomas Revard                              | 20 octobre 1997   | États-Unis    |                                      |
| Michael Rice                               | 25 janvier 1996   | Australie     |                                      |
| Maikel Zijlaard                            | 1 juin 1999       | Pays-Bas      | RWC Ahoy (2017)                      |
| Sean Bennett (6 fév.–31 déc.)              | 31 mars 1996      | États-Unis    | Jelly Belly-Maxxis (2017)            |
|                                            |                   |               |                                      |
| Sources : ProCyclingStats Cycling Quotient |                   |               |                                      |

## Bilan de la saison

### Victoires
| Date    | Course                                                | Pays       | Classe | Vainqueur           |
| ------- | ----------------------------------------------------- | ---------- | ------ | ------------------- |
| 11 mars | Dorpenomloop Rucphen                                  | Pays-Bas   | 1.2    | Mikkel Bjerg        |
| 31 mars | 1re étape du Triptyque des Monts et Châteaux          | Belgique   | 2.2U   | Jasper Philipsen    |
| 1 avr.  | 2e étape du Triptyque des Monts et Châteaux           | Belgique   | 2.2U   | Jasper Philipsen    |
| 2 avr.  | Classement général du Triptyque des Monts et Châteaux | Belgique   | 2.2U   | Jasper Philipsen    |
| 8 avr.  | 4e étape du Circuit des Ardennes international        | France     | 2.2    | Ivo Oliveira        |
| 14 avr. | Liège-Bastogne-Liège espoirs                          | Belgique   | 1.2    | João Almeida        |
| 19 avr. | 2e étape du Tour of the Gila                          | États-Unis | 2.2    | Christopher Blevins |
| 21 avr. | 4e étape du Tour of the Gila                          | États-Unis | 2.2    | Michael Rice        |
| 24 juin | Championnat des États-Unis sur route                  | États-Unis | CN     | Jonny Brown         |

### Résultats sur les courses majeures
Les tableaux suivants représentent les résultats de l'équipe dans les principales courses du calendrier international dans lesquelles l'équipe bénéficie d'une invitation (les cinq classiques majeures et les trois grands tours). Pour chaque épreuve est indiqué le meilleur coureur de l'équipe, son classement ainsi que les accessits glanés par Hagens Berman-Axeon sur les courses de trois semaines.

#### Classiques
| Classique            | Milan-San Remo | Tour des Flandres | Paris-Roubaix | Liège-Bastogne-Liège | Tour de Lombardie |
| -------------------- | -------------- | ----------------- | ------------- | -------------------- | ----------------- |
| Coureur (classement) |                |                   |               |                      |                   |

#### Grands tours
| Grand tour           | Tour d'Italie | Tour de France | Tour d'Espagne |
| -------------------- | ------------- | -------------- | -------------- |
| Coureur (classement) |               |                |                |
| Accessits            | -             | -              | -              |